# Gołąbek różowotrzonowy

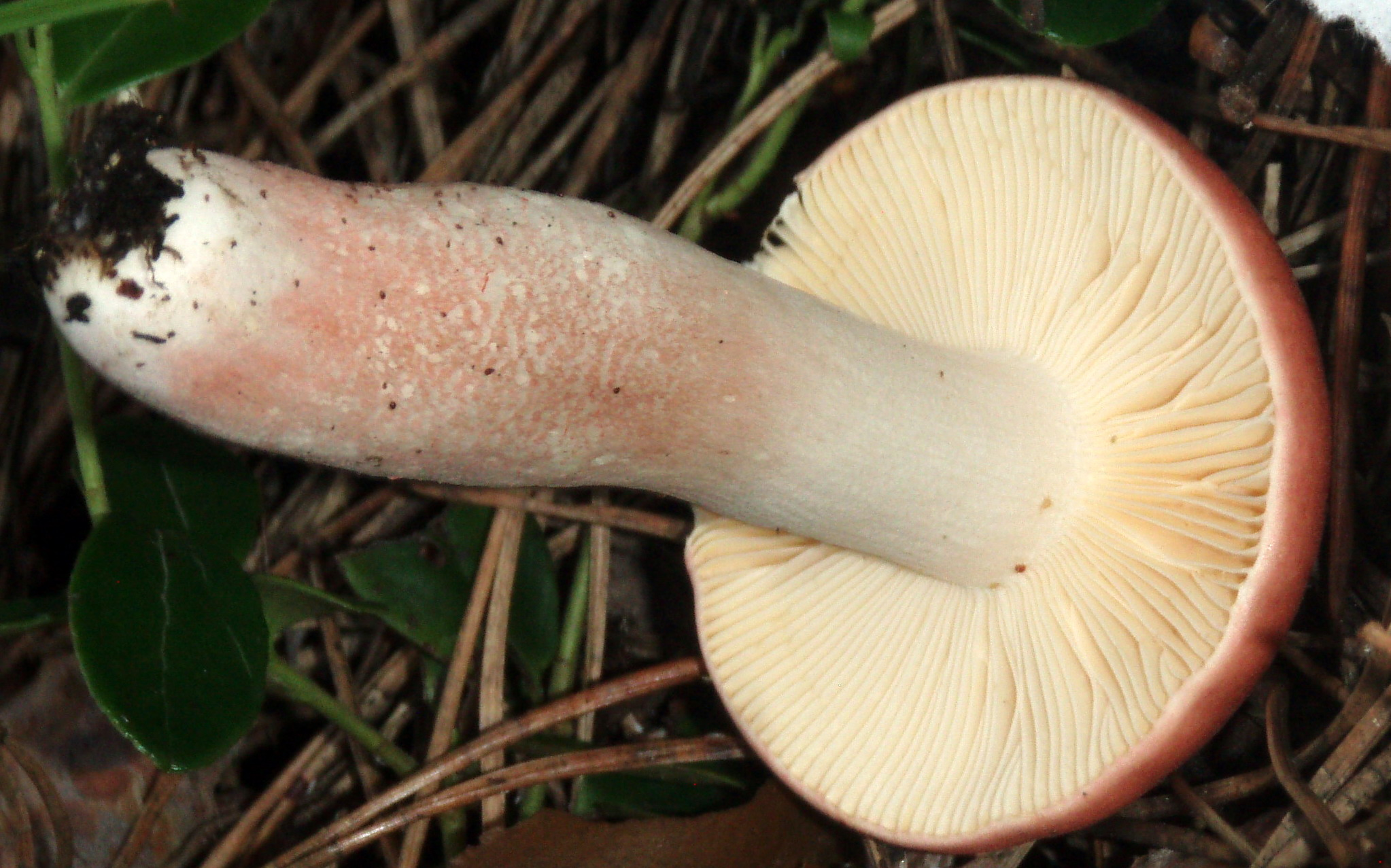

Gołąbek różowotrzonowy (Russula roseipes Secr. ex Bres.) – gatunek grzybów należący do rodziny gołąbkowatych (Russulaceae).

## Systematyka i nazewnictwo
Pozycja w klasyfikacji według Index Fungorum: Russula, Russulaceae, Russulales, Incertae sedis, Agaricomycetes, Agaricomycotina, Basidiomycota, Fungi.
Po raz pierwszy opisali go w 1883 r. Louis Secretan i Giacomo Bresàdola we Włoszech pod sosnami i nadana przez nich nazwa naukowa jest aktualna. Wszystkie odmiany i formy tego gatunku to według Index Fungorum synonimy.
Polską nazwę podała Alina Skirgiełło w 1991 r.

## Morfologia
Kapelusz
Średnica 4–8,5 cm, początkowo wypukły, następnie rozszerzający się i mniej lub bardziej zagłębiony w środku lub wklęsły, z podgiętym brzegiem. Powierzchnia najpierw gładka, potem bruzdowano-guzkowata, jasnoróżowa lub czerwona, często z bladymi plamami lub całkowicie blaknąca z wiekiem, również pomarańczowa lub morelowożółta. Skórka daje się oddzielić na 1/3 do 1/2 promienia, często jest aksamitno-ziarnista i oprószona.
Blaszki
Gęste, o szerokości 3–8 mm, rozwidlone lub zespolone, często dość grube, przyrośnięte i nieco zbiegające z ząbkiem, półwolne, białawe, następnie ochrowe, na końcu ochrowopomarańczowożółte, czasem z czerwonym ostrzem.
Trzon
Wysokość 3–5 cm, grubość 0,8–1,5 cm, nierówny, początkowo gąbczasty, następnie pusty. Powierzchnia zazwyczaj całkowicie lub częściowo zabarwiona na różowo.
Miąższ
Początkowo twardy, później bardziej kruchy, biały lub lekko żółtawo zabarwiony, pod skórką ledwo wybarwiony, bez zapachu, o łagodnym smaku.
Wysyp zarodników
Żółty.
Cechy mikroskopowe
Podstawki 30–50 × 9–15 µm. Bazydiospory 7,7–9,2–(10,5) do stożkowate, o wysokości 0,62 do 1 µm, dość liczne, z dość grubymi grzbietami, czasem proste i długie, czasem połączone, na ogół wyraźnie amyloidalne. Wyrostek wnęki 1,25–1,75 × 1,25–1,5 µm. Łysinka mniej lub bardziej zaokrąglona, o szerokości 3–3,5 µm, wyraźnie amyloidalna. Cystydy wrzecionowate, dość rozproszone, 33–91 × 8–14 µm, tępe, rzadko spiczaste. W skórce brak dermatocystyd, ale występują bardzo duże strzępki prymordialne o szerokości 5,5–8,5 µm, cylindryczne, z krótkimi wyrostkami (np. 20–37 µm), o sztywnych i lekko pogrubionych ściankach (0,5–1 µm), osadzone pomiędzy bardziej smukłymi (3,5–4 µm), giętkimi włoskami.

## Występowanie i siedlisko
Występuje w Ameryce Północnej, Europie i Azji. Najwięcej stanowisk podano w Europie i jest tutaj szeroko rozprzestrzeniony. W Polsce do 2003 r. jedyne stanowisko podała Alina Skirgiełło w 1991 r., ale w późniejszych latach podano następne. Aktualne stanowiska podaje także internetowy atlas grzybów. Znajduje się w nim na liście gatunków zagrożonych i wartych objęcia ochroną.
Naziemny grzyb mykoryzowy, występujący zazwyczaj w lasach sosnowych, ale także w górskich lasach jodłowych powyżej 1000 m n.p.m.
Jest grzybem jadalnym.